# Hemel (Film)
Hemel ist ein niederländischer Spielfilm aus dem Jahr 2012 unter der Regie von Sacha Polak. Das Drehbuch schrieb Helena van der Meulen.

## Inhalt
Hemel (deut. Himmel) ist eine junge Frau, die mit verschiedenen Männern Sex hat. Zur Enttäuschung einiger Männer mag sie dabei kein Nachspiel. Nachdem ein Mann ihr gesagt hat, er finde Schamhaar bei einer Frau nicht attraktiv, lässt sie sich von ihm die Schamhaare abrasieren. Einmal trifft sie in einer Kirche einen Mann, der unerwartet und ohne ihre Zustimmung ihren Hals beim Sex zudrückt. Sie findet das erschreckend. Sie verliebt sich in einen Mann, Douwe, aber das ist nichts Längeres, weil er verheiratet ist, und ihre Beziehung wird nicht fortgesetzt.
Sie geht auf ein Fest ihres Stiefbruders Teun und kritisiert seine Verlobte, weil diese aus religiösen Gründen keinen Sex vor der Ehe haben will.
Aufgewachsen ist sie mit ihrem Vater Gijs, ihre Mutter hat Selbstmord begangen, was sie aber nicht weiß. Hemel und Gijs haben eine starke und innige Verbindung. Gijs hat wechselnde, oft junge Freundinnen. Hemel findet es bedrohlich für ihre Beziehung mit Gijs, als dieser eine feste Freundin, Sophie, findet, mit der er zusammenziehen will.

## Kritik
„Ausgezeichnetes Debütdrama um eine junge, attraktive und dennoch einsame Frau mit Vaterkomplex auf der Suche nach dem Unterschied zwischen Liebe und Sex.“

„Polaks „Hemel“ hat, abgesehen vom Sex-sells-Aspekt des selbstbewusst promiskuitiven Mädchens, nichts von Charlotte Roches und David Wnendts „Feuchtgebieten“. Wo Roches Helen noch hübsch strahlt, sieht man Hemel die Qualen an.“

„Sacha Polaks "Hemel" ist ein Film in Fragmenten, die als klar voneinander abgesetzte Kapitel schöne, poetische Überschriften tragen. Diese lauten: „Genitale Phase“, „Mohammed“, „Vater und Tochter“, „Wo Gott wohnt“, „Du machst mich zum Menschen“, „Verliebt“, „Sevilliana“ und „Normaler Tee“. In diesen assoziationsreichen Titeln liegt das Versprechen einer Geschichte, die in den statischen Ausschnitten mitschwingt, ohne erzählt zu werden.“

## Auszeichnungen
- Niederländisches Filmfestival 2012: beste Darstellerin Hannah Hoekstra
- Internationale Filmfestspiele Berlin 2012: FIPRESCI-Preis[4]

## Übersetzung, Filmfestival
Der Film wurde ins Russische übersetzt und auf dem Filmfestival von Vologda gezeigt (Übersetzer: Andrey Efremov).